# Fòrum d'Estabilitat Financera
El Fòrum d'Estabilitat Financera (abreviat en anglès: FSF de Financial Stability Forum) era un grup format per les principals autoritats financeres nacionals com ara ministeris de finances, banquers centrals i organismes financers internacionals. Es va convocar per primera vegada l'abril de 1999 a Washington. A la cimera de Londres del G20 del 2009, les nacions del G-20 van establir un successor per l'FSF, l'anomenat Comitè d'Estabilitat Financera amb una ampliació de membres i un mandat ampliat.